# Norrois (Marne)
Pour les articles homonymes, voir Norrois.
Norrois est une commune française, située dans le département de la Marne en région Grand Est.

## Géographie

### Localisation
Norrois se trouve au sud-est du département de la Marne, en région Grand Est. La commune appartient à la région agricole du Perthois.
La commune de Norrois s'étend sur une superficie de 414 hectares. Sur son territoire, l'altitude varie peu, entre 103 et 112 mètres. Le village de Norrois se trouve sur la rive droite de la Marne, entre Cloyes-sur-Marne (sud-est) et Bignicourt-sur-Marne (nord-ouest).
Par la route, Norrois se situe à 41 km de Châlons-en-Champagne, préfecture de la Marne, à 29 km de Saint-Dizier, principale ville de la Haute-Marne, à 8 km de Vitry-le-François, sa sous-préfecture, et à 30 km de Sermaize-les-Bains, bureau centralisateur du canton de Sermaize-les-Bains dont dépend Norrois depuis 2015. La commune fait en outre partie du bassin de vie de Vitry-le-François.
Norrois est limitrophe de 6 communes :
| Bignicourt-sur-Marne    | Luxémont-et-Villotte |                       |
| Blaise-sous-Arzillières | Norrois              | Matignicourt-Goncourt |
|                         | Arzillières-Neuville | Cloyes-sur-Marne      |

### Hydrographie
La commune est dans la région hydrographique « la Seine de sa source au confluent de l'Oise (exclu) » au sein du bassin Seine-Normandie. Elle est drainée par la Marne, l'Isson, la Carpière, le canal de la Blaise et le cours d'eau 01 de la commune de Bignicourt-sur-Marne,.
La Marne prend sa source sur le plateau de Langres, dans la commune de Saints-Geosmes (Haute-Marne) et se jette dans la Seine entre Charenton-le-Pont et Alfortville (Val-de-Marne) dans le quartier de Conflans-l'Archevêque. Les caractéristiques hydrologiques de la Marne sont données par la station hydrologique située sur la commune de Norrois. Le débit moyen mensuel est de 42,2 m3/s. Le débit moyen journalier maximum est de 381 m3/s, atteint lors de la crue du 12 avril 1983. Le débit instantané maximal est quant à lui de 448 m3/s, atteint le même jour.
L'Isson, d'une longueur de 20 km, prend sa source dans la commune de Drosnay et se jette  dans la Marne à Frignicourt, après avoir traversé sept communes. 

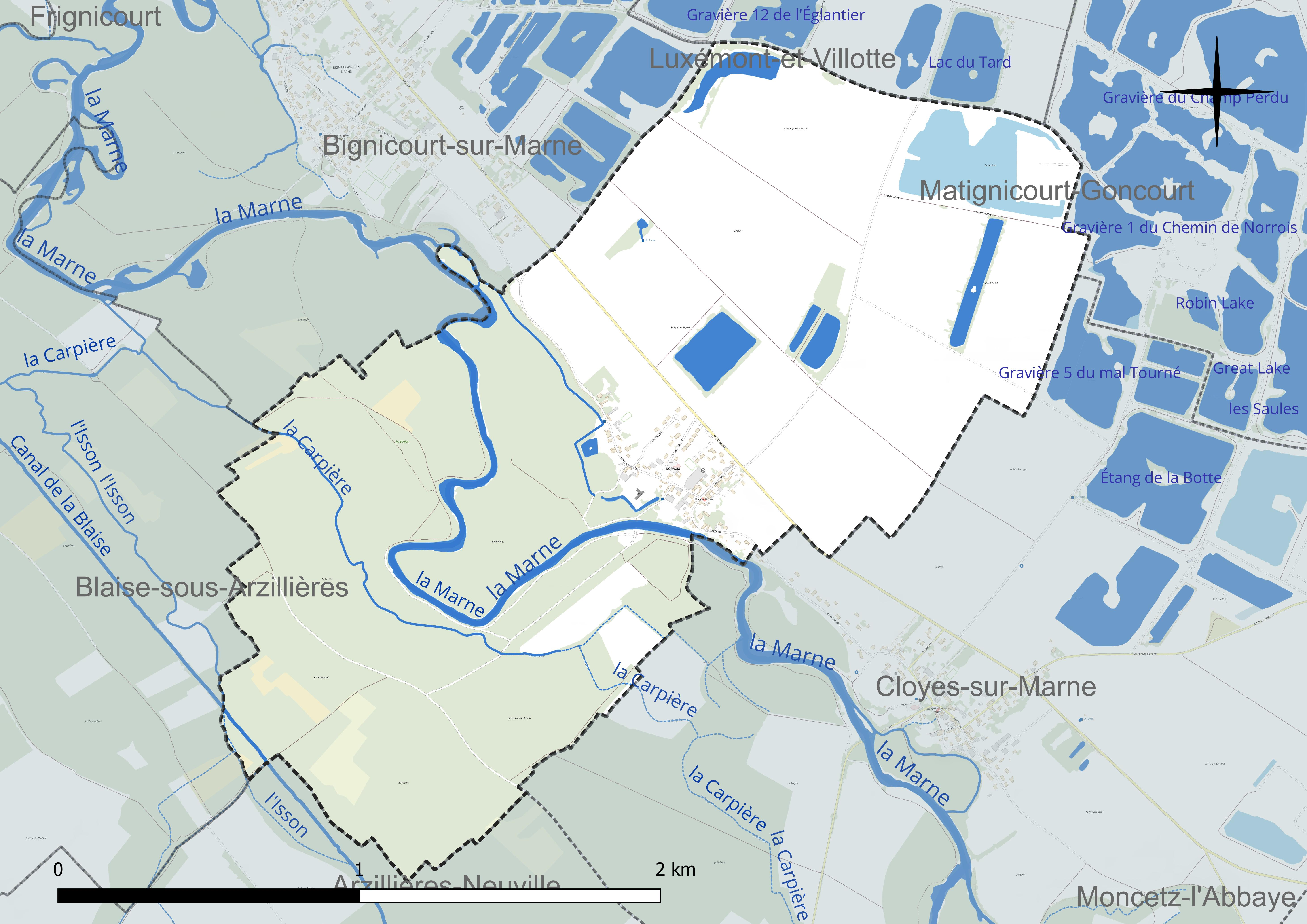
Réseau hydrographique de Norrois.

### Climat
Pour des articles plus généraux, voir Climat du Grand Est et Climat de la Marne.
En 2010, le climat de la commune est de type climat océanique dégradé des plaines du Centre et du Nord, selon une étude du Centre national de la recherche scientifique s'appuyant sur une série de données couvrant la période 1971-2000. En 2020, Météo-France publie une typologie des climats de la France métropolitaine dans laquelle la commune est exposée à un climat océanique altéré et est dans la région climatique  Nord-est du bassin Parisien, caractérisée par un ensoleillement médiocre, une pluviométrie moyenne régulièrement répartie au cours de l’année et un hiver froid (3 °C). 
Pour la période 1971-2000, la température annuelle moyenne est de 10,6 °C, avec une amplitude thermique annuelle de 15,9 °C. Le cumul annuel moyen de précipitations est de 780 mm, avec 11,8 jours de précipitations en janvier et 8,5 jours en juillet. Pour la période 1991-2020, la température moyenne annuelle observée sur la station météorologique de Météo-France la plus proche, « Frignicourt », sur la commune de Frignicourt à 4 km à vol d'oiseau, est de 11,5 °C et le cumul annuel moyen de précipitations est de 694,6 mm. 
La température maximale relevée sur cette station est de 41,7 °C, atteinte le 25 juillet 2019 ; la température minimale est de −22 °C, atteinte le 9 janvier 1985,,. 
Les paramètres climatiques de la commune ont été estimés pour le milieu du siècle (2041-2070) selon différents scénarios d'émission de gaz à effet de serre à partir des nouvelles projections climatiques de référence DRIAS-2020. Ils sont consultables sur un site dédié publié par Météo-France en novembre 2022.

## Urbanisme

### Typologie
Au 1er janvier 2024, Norrois est catégorisée commune rurale à habitat dispersé, selon la nouvelle grille communale de densité à sept niveaux définie par l'Insee en 2022.
Elle est située hors unité urbaine. Par ailleurs la commune fait partie de l'aire d'attraction de Vitry-le-François, dont elle est une commune de la couronne,. Cette aire, qui regroupe 73 communes, est catégorisée dans les aires de moins de 50 000 habitants,.

### Occupation des sols
L'occupation des sols de la commune, telle qu'elle ressort de la base de données européenne d’occupation biophysique des sols Corine Land Cover (CLC), est marquée par l'importance des territoires agricoles (50 % en 2018), en diminution par rapport à 1990 (66,1 %). La répartition détaillée en 2018 est la suivante : 
terres arables (46 %), forêts (25,9 %), milieux à végétation arbustive et/ou herbacée (22,3 %), zones agricoles hétérogènes (4 %), eaux continentales (1,8 %). L'évolution de l’occupation des sols de la commune et de ses infrastructures peut être observée sur les différentes représentations cartographiques du territoire : la carte de Cassini (XVIIIe siècle), la carte d'état-major (1820-1866) et les cartes ou photos aériennes de l'IGN pour la période actuelle (1950 à aujourd'hui).

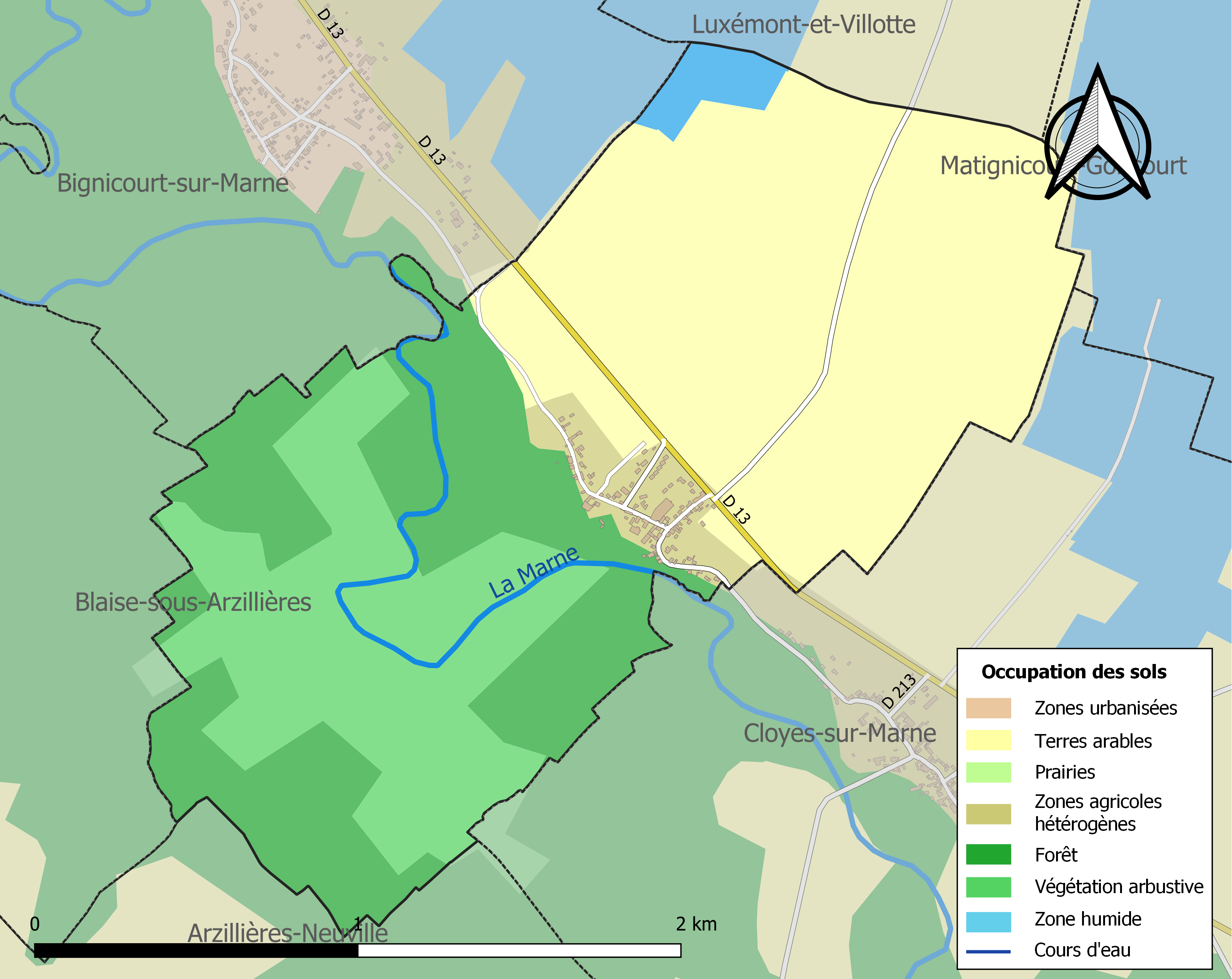
Carte des infrastructures et de l'occupation des sols de la commune en 2018 (CLC).

## Toponymie
Le nom de la localité est attesté sous les formes Nucaria (1149) ; Noeroye, Nouroie (vers 1252) ; Noeroie (vers 1274) ; Noroie (1276) ; Noueroie (XIIIe siècle) ; Noroy (1405) ; Nouroy (1509) ; Nouroye-sur-Marne (1516) ; Nauroy (1549) ; Norroys (1633) ; Norroyes (1655) ; Nauroyes (1676) ; Naurois (1676) ; Norrois (1677) ; Norois (XVIIIe siècle).

De l'oïl *noerei, *noeroi, *noeray, « ensemble de noyers ».

## Politique et administration

### Intercommunalité
La commune, antérieurement membre de la communauté de communes Marne et Orconte, est membre, depuis le 1er janvier 2014, de la communauté de communes Perthois-Bocage et Der.
En effet, conformément aux prévisions du schéma départemental de coopération intercommunale (SDCI) de la Marne du 15 décembre 2011, trois petites communautés de communes préexistantes :  
- la  communauté de communes du Bocage Champenois ;
- la communauté de communes Marne et Orconte ;
- la communauté de communes du Perthois  ;
ont fusionné pour créer la nouvelle Communauté de communes Perthois-Bocage et Der, à laquelle se sont également jointes une commune détachée de la  communauté de communes de Val de Bruxenelle (Favresse) et la commune isolée de Gigny-Bussy.

### Liste des maires
| Période                                  | Période                      | Identité     | Étiquette | Qualité                         |
| ---------------------------------------- | ---------------------------- | ------------ | --------- | ------------------------------- |
| Les données manquantes sont à compléter. |                              |              |           |                                 |
| avant 1877                               | après 1879                   | Varnier      |           |                                 |
| 8 mars 2004                              | En cours (au 4 juillet 2014) | Jacky Sanlis |           | Réélu pour le mandat 2014-2020, |

## Équipements et services publics

### Eau et déchets
Le service public des déchets est assuré par le Syndicat mixte du Sud-Est Marnais (SYMSEM), qui a mis en place une redevance incitative. La collecte des ordures ménagères résiduelles (en bacs noirs pucés ou en sacs rouges prépayés) et des emballages ménagers recyclables (en sacs jaunes) est réalisée en porte à porte. Le SYMSEM adhérant au syndicat de valorisation des ordures ménagères de la Marne (SYVALOM), ces déchets sont amenés en centre de transfert à Sainte-Menehould ou Vitry-en-Perthois, puis valorisés sur le site de La Veuve. La collecte du verre se fait en apport volontaire, avant transformation dans une usine de Reims. Pour les déchets volumineux ou dangereux, le SYMSEM met à disposition de ses habitants une plateforme de déchets verts et gravats, à Saint-Amand-sur-Fion, ainsi que 12 déchèteries, à Arrigny, Courtisols, Givry-en-Argonne, Mairy-sur-Marne, Pargny-sur-Saulx, Pogny, Sainte-Menehould, Thiéblemont-Farémont, Valmy, Vanault-les-Dames, Villers-en-Argonne et Ville-sur-Tourbe.

## Démographie
L'évolution du nombre d'habitants est connue à travers les recensements de la population effectués dans la commune depuis 1793. Pour les communes de moins de 10 000 habitants, une enquête de recensement portant sur toute la population est réalisée tous les cinq ans, les populations de référence des années intermédiaires étant quant à elles estimées par interpolation ou extrapolation. Pour la commune, le premier recensement exhaustif entrant dans le cadre du nouveau dispositif a été réalisé en 2007.

En 2022, la commune comptait 152 habitants, en évolution de +2,7 % par rapport à 2016 (Marne : −1,19 %, France hors Mayotte : +2,11 %).
| 1793 | 1800 | 1806 | 1821 | 1831 | 1836 | 1841 | 1846 | 1851 |
| ---- | ---- | ---- | ---- | ---- | ---- | ---- | ---- | ---- |
| 137  | 148  | 157  | 135  | 128  | 130  | 150  | 157  | 139  |

| 1856 | 1861 | 1866 | 1872 | 1876 | 1881 | 1886 | 1891 | 1896 |
| ---- | ---- | ---- | ---- | ---- | ---- | ---- | ---- | ---- |
| 133  | 174  | 173  | 170  | 155  | 163  | 137  | 131  | 126  |

| 1901 | 1906 | 1911 | 1921 | 1926 | 1931 | 1936 | 1946 | 1954 |
| ---- | ---- | ---- | ---- | ---- | ---- | ---- | ---- | ---- |
| 130  | 137  | 140  | 126  | 119  | 139  | 133  | 150  | 140  |

| 1962 | 1968 | 1975 | 1982 | 1990 | 1999 | 2006 | 2007 | 2012 |
| ---- | ---- | ---- | ---- | ---- | ---- | ---- | ---- | ---- |
| 132  | 135  | 110  | 139  | 132  | 138  | 168  | 172  | 156  |

| 2017 | 2022 | - | - | - | - | - | - | - |
| ---- | ---- | - | - | - | - | - | - | - |
| 149  | 152  | - | - | - | - | - | - | - |

## Lieux et monuments
- Ancien chateau (construit en 1852)  appartenant aux  " Aybalie ", la tour a été construite un peu plus tard, elle est en brique.

## Héraldique
| Blason de Norrois | Blason  | D'argent au sautoir engrelé de sable chargé d'un sautoir de gueules* * Il y a là non-respect de la règle de contrariété des couleurs : ces armes sont fautives (gueules sur sable). |
| Blason de Norrois | Détails | Créé par JF Binon.Blason sur l'application PanneauPocket, 2025. |